# Station Nowa Ruda
Station Nowa Ruda is een spoorwegstation in de Poolse plaats Nowa Ruda.